# Ausztria az 1896. évi nyári olimpiai játékokon
Ausztria a görögországi Athénban megrendezett 1896. évi nyári olimpiai játékok egyik részt vevő nemzete volt. Az országot az olimpián 3 sportágban 3 sportoló képviselte, akik összesen 6 érmet szereztek. Legsikeresebb versenyzőjük Adolf Schmal kerékpáros és vívó volt, aki 1 versenyszámban olimpiai bajnok lett, és e mellett 2 bronzérmet és egy negyedik helyet is magáénak tudhatott.

## Eredményesség sportáganként
Az osztrák csapat három sportágban összesen 30 olimpiai pontot szerzett. Az egyes sportágak eredményessége, illetve az induló versenyzők száma a következő:
(kiemelve az egyes számoszlopok legmagasabb értéke, vagy értékei)
| Sportág, szakág | Helyezések száma | Helyezések száma | Helyezések száma | Helyezések száma | Helyezések száma | Helyezések száma | Olimpiai pont | Indulók száma | Indulók száma | Indulók száma |
| Sportág, szakág |                  |                  |                  | 4.               | 5.               | 6.               | Olimpiai pont | Férfi         | Nő            | Össz.         |
| Kerékpározás    | 1                | 0                | 2                | 0                | 0                | 0                | 15            | 1             | 0             | 1*            |
| Úszás           | 1                | 1                | 0                | 0                | 0                | 0                | 12            | 2             | 0             | 2             |
| Vívás           | 0                | 0                | 0                | 1                | 0                | 0                | 3             | 1             | 0             | 1*            |
| Összesen        | 2                | 1                | 2                | 1                | 0                | 0                | 30            | 3             | 0             | 3             |

* – Adolf Schmal kerékpározásban és vívásban is versenyzett.

## Érmesek
| Érem  | Versenyző       | Sportág      | Versenyszám |
| ----- | --------------- | ------------ | ----------- |
| Arany | Adolf Schmal    | Kerékpározás | 12 órás     |
| Arany | Paul Neumann    | Úszás        | 500 m gyors |
| Ezüst | Otto Herschmann | Úszás        | 100 m gyors |
| Bronz | Adolf Schmal    | Kerékpározás | Időfutam    |
| Bronz | Adolf Schmal    | Kerékpározás | 10 km       |

## Kerékpározás

### Pálya-kerékpározás
| Versenyző    | Versenyszám     | Eredmény      | Helyezés      |
| ------------ | --------------- | ------------- | ------------- |
| Adolf Schmal | Időfutam        | 26,2 mp       |               |
| Adolf Schmal | 10 km           | nincs adat    |               |
| Adolf Schmal | 100 km          | nem ért célba | nem ért célba |
| Adolf Schmal | 12 órás verseny | 314,997 km    |               |

## Úszás
| Versenyző       | Versenyszám  | Idő           | Helyezés      |
| --------------- | ------------ | ------------- | ------------- |
| Otto Herschmann | 100 m gyors  | 1:22,8        |               |
| Paul Neumann    | 500 m gyors  | 8:12,6        |               |
| Paul Neumann    | 1200 m gyors | nem ért célba | nem ért célba |

## Vívás
| Versenyző    | Versenyszám  | Ellenfél Eredmény | Helyezés |
| ------------ | ------------ | --- | -------- |
| Adolf Schmal | Kard, egyéni | Körmérkőzés · Ioannis Georgiadis (GRE) · 2–3 · Tilemakhos Karakalos (GRE) · 0–3 · Holger Nielsen (DEN) · 2–3 · Georgios Iatridis (GRE) · 3–2 | 4.       |